# Flor frita

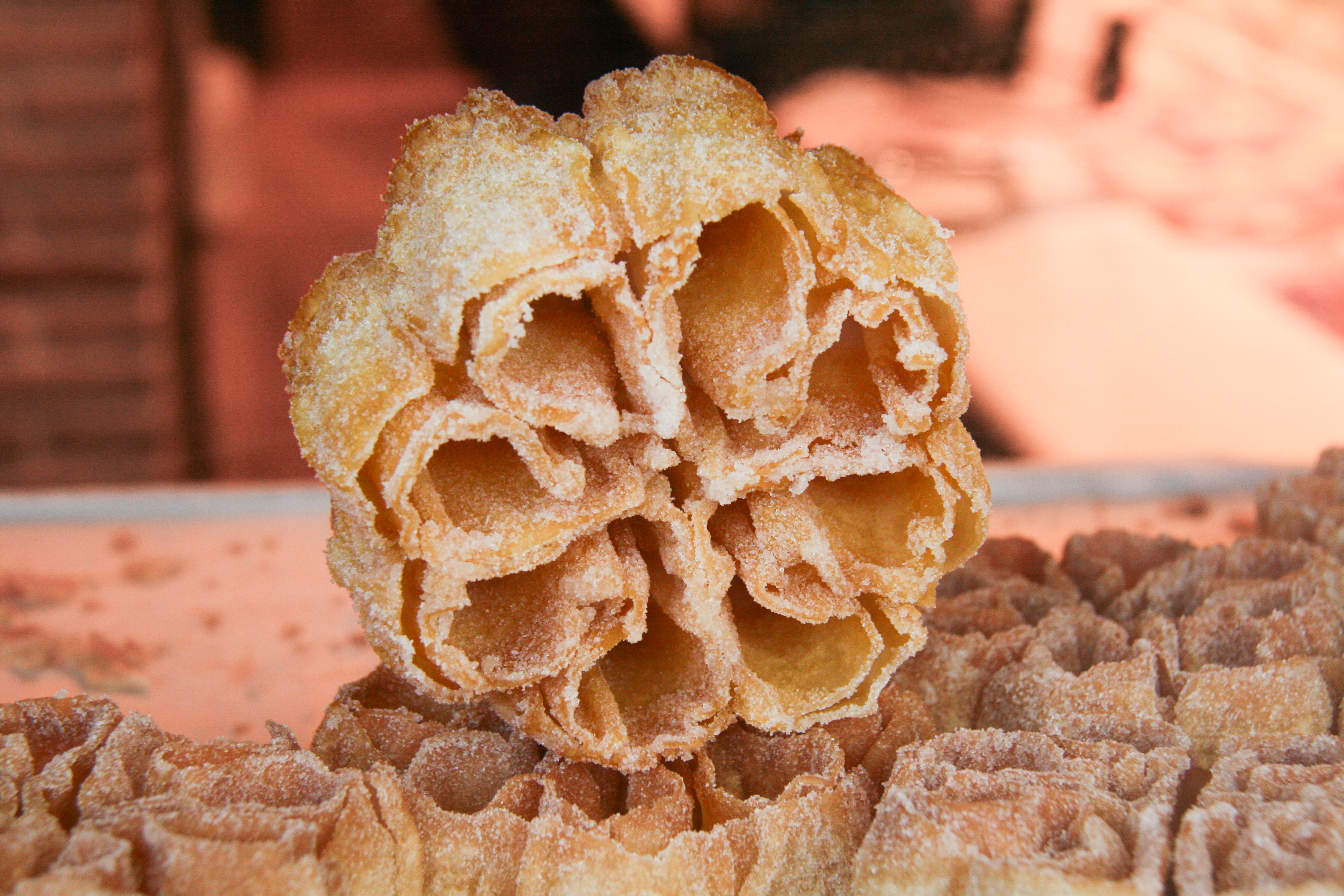
Flor frita recubierta de azúcar.

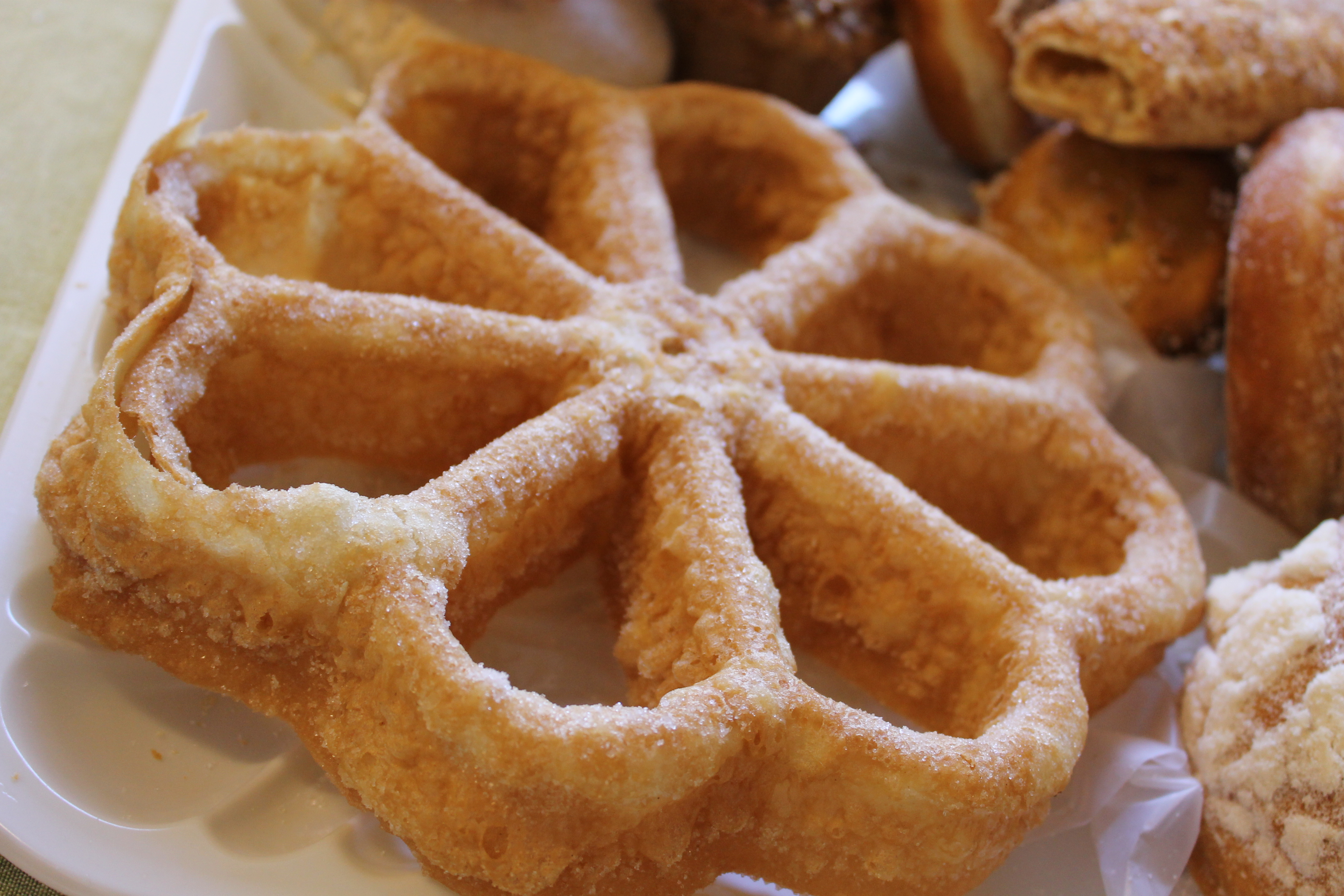
Flor frita tradicional de México. Llamada "buñuelo" allí.

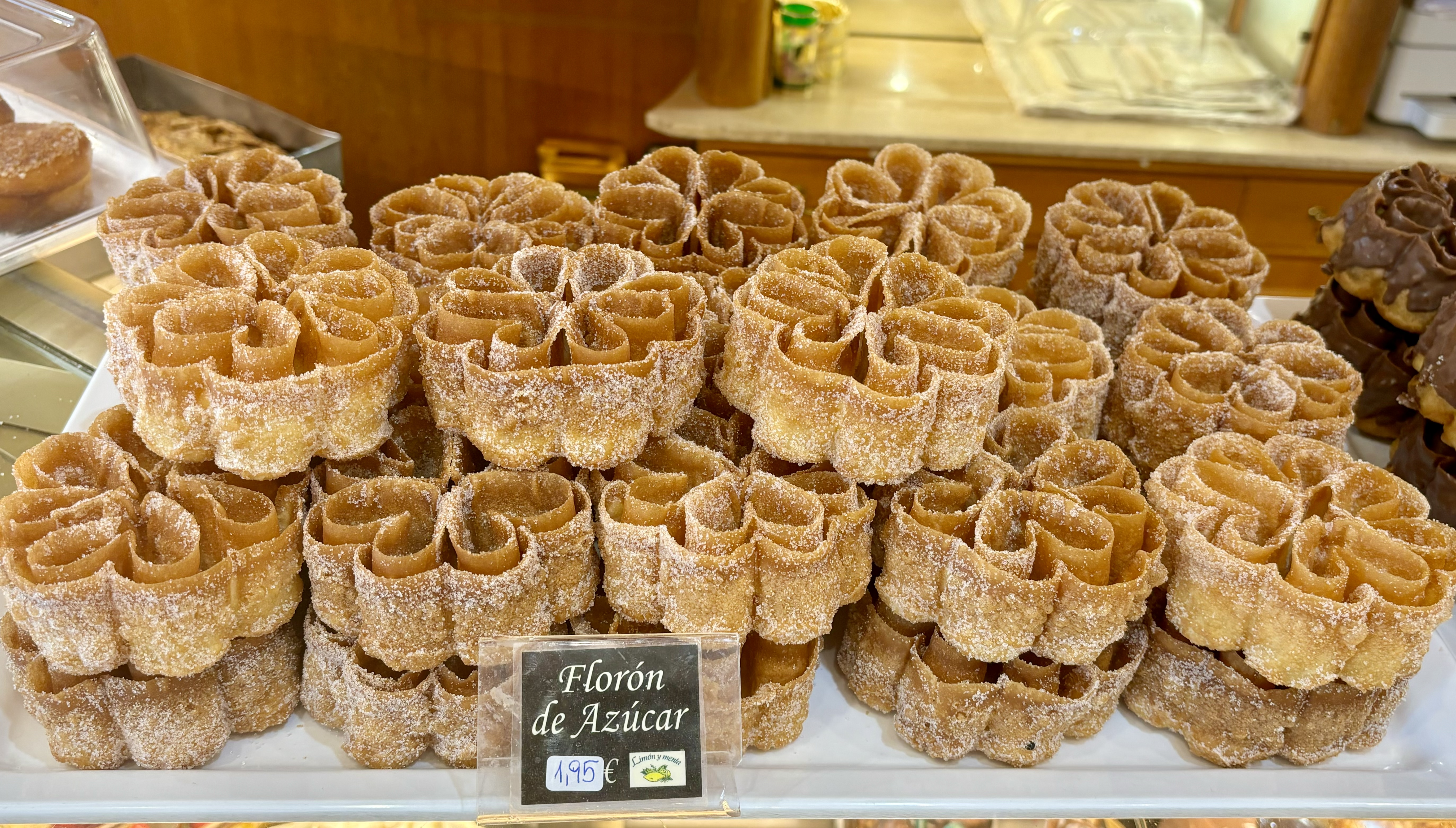
Florones en un establecimiento segoviano, en cuya provincia son un dulce muy tradicional.

La flor (denominada también: flor frita, flor de lis, floreta o florón, hojuela en el sur de Ciudad Real y también rosa en Huelva, principalmente en la comarca del Andévalo) es un tipo de fruta de sartén dulce que se suele servir de postre, típico de la repostería española. Es originaria de las comunidades autónomas españolas de Extremadura, Castilla-La Mancha (concretamente en la zona del Campo de Calatrava), y Castilla y León (fundamentalmente en la provincia de Segovia), y también se cocina en Colombia y en México. Su forma es similar a la de la cruz de Calatrava, una cruz de cuatro brazos iguales, con flores de lis en los extremos de los brazos.
En Colombia, este dulce se conoce como "solterita" y se sirve con una crema especial característica de la región: la crema de solterita, de un color anaranjado (más típica) o pardo dependiendo de la preparación. La crema se hace con fécula de maíz, azúcar, zanahoria, mantequilla, ahuyama y otros ingredientes. Se suele rematar con dulce de leche, nata, leche condensada o coco rallado.

## Características
Las flores se elaboran con una masa de harina de trigo con abundante huevo. Dependiendo del cocinero, puede llevar leche o no. A veces se aromatiza con anís (Pimpinella anisum). Las flores se elaboran con un molde de hierro que les confiere su forma barroca característica. El molde se calienta en aceite hirviendo y tras ello se remoja en la masa. Al meterse por segunda vez en el aceite la masa se fríe y cuando está bien dorada y adherida al molde se saca. Se deja enfriar y cuando está templada, tras unos minutos, se despega. A veces se rematan las flores, ya fuera del molde, devolviéndolas a la sartén y dorándolas. Finalmente, se espolvorean y se rebozan de azúcar. En algunas ocasiones, se recubren con miel.

## Variantes
- Estos pasteles son hechos en Irán, donde son llamados "nan panjara".[5]
- Son también un dulce tradicional en Turquía, donde son conocidos como "demir tatlısı" (budín de hierro, en referencia a los moldes o kuih ros).[6]
- También son hechos En México en donde son llamados "buñuelos"
- En Colombia donde se conocen con el nombre de "solteritas".[7]
- También es un dulce típico de la Semana Santa en España, se les llama flores de Cuaresma, flores manchegas, o flores fritas.